# Norweski Międzynarodowy Festiwal Filmowy
Norweski Międzynarodowy Festiwal Filmowy (norw.: Den norske filmfestivalen i Haugesund) – festiwal filmowy odbywający się w Haugesund w Norwegii od 1973 roku. Zwycięzcy w różnych kategoriach otrzymują statuetkę Amandę.